# Анчичка, Мартин
Мартин Анчичка (чеш. Martin Ančička, нем. Martin Ančička; род. 1 октября 1974 года, Кладно, Чехословакия) — бывший немецкий хоккеист чехословацкого происхождения. Работает спортивным директором в ХК «Регенсбург».

## Карьера
Воспитанник чехословацкого хоккея, выступал за клуб ХК Кладно до 1997 года.
В сезоне 1997/98 переехал в Германию, где выступал за ХК «Регенсбург», СК «Битихайм-Биссинген», «Хайльброннер Фалькен». Три сезона играл в ДЕЛ за «Адлер Мангейм», в составе «орлов» стал чемпионом Германии 2007 года. В 2008 заключил трехлетний контракт с «Нюрнберг Айс Тайгерс». Завершил свои выступления в 2013 году играл за клуб ХК «Регенсбург».
В 2006 году главный тренер сборной Германии Уве Крупп пригласил Мартина к национальной команды, сборная заняла первое место и вернулась в элитный дивизион. В 2007 защитник также выступал в составе сборной, заняли 9 место. После чемпионата 2009 года, Анчичка объявил о завершении выступлений в составе национальной сборной.